# Parco nazionale di Zombitse-Vohibasia
Il Parco nazionale di Zombitse-Vohibasia è un'area naturale protetta del Madagascar sud-occidentale, istituita nel 1997.

## Territorio
L'area protetta è situata circa 90 km ad ovest del parco nazionale dell'Isalo e 20 km a nord-est di Sakaraha.

Ha una superficie complessiva di 361 km², ripartiti in tre differenti aree: Zombitse (168 km²), Vohibasia (161 km²) e Vohimena Isoky (32 km²).
Rappresenta il residuo più importante della foresta decidua secca sud-occidentale, all'interno di una regione che per il resto ha subito una massiccia deforestazione. Il paesaggio è contraddistinto dall'alternanza di zone umide, ricche di vegetazione, e di altre aride, ricoperte da una flora rada e brulla. 

## Flora
La vegetazione del parco è costituita da lembi di fitta foresta decidua secca, con prevalenza di Securinega spp., Malleastrum spp., Carissa spp., Teclea spp., Commiphora spp. e Brachylaena spp., alternati a macchia xerofila, caratterizzata da Adansonia za, Euphorbia spp. (tra cui l'endemica Euphorbia neobosseri), e Dialium spp.

## Fauna
Tra i mammiferi presenti nel parco vi sono 8 differenti specie di lemuri tra i quali il lemure dalla coda ad anelli (Lemur catta), il sifaka di Verreaux (Propithecus verreauxi) e il lemure dalla fronte rossa (Eulemur rufifrons), sono osservabili durante il giorno, mentre il microcebo murino (Microcebus murinus), il chirogaleo dalla coda grossa (Cheirogaleus medius), il microcebo di Coquerel (Mirza coquereli), il lepilemure di Hubbard (Lepilemur hubbardorum) e il valuvi pallido (Phaner pallescens) hanno abitudini notturne. Altri mammiferi presenti sono il fossa (Cryptoprocta ferox), e diverse specie di pipistrelli (Mops midas, Mormopterus jugularis, Scotophilus robustus).
Sono state censite circa 90 specie di uccelli, 38 delle quali endemiche; tra queste merita una menzione il Tetraka di Appert (Xanthomixis apperti), un piccolo passeraceo, endemismo esclusivo del Parco.
L'erpetofauna annovera 33 specie di rettili, tra cui l'endemico geco Phelsuma standingi, e 8 specie di anfibi.

## Accessi
Il parco è raggiungibile attraverso la Route Nationale 7, che collega Antananarivo a Toliara.

## Strutture ricettive
A Sakaraha, ad una ventina di chilometri di distanza dal parco stesso, è presente un ufficio dell'ente di tutela del parco, ove è possibile organizzare visite guidate. I circuiti escursionistici proposti sono cinque, di durata variabile tra 1 e 5 ore di cammino. 
Sistemazioni abitative sono disponibili a Sakaraha; all'interno del parco esistono inoltre aree attrezzate per il campeggio.